# Opera (Hannover)
L'Opera di Hannover (in tedesco: Opernhaus Hannover) è un grande teatro di Hannover, capitale della Bassa Sassonia.
La stagione teatrale va da settembre a giugno.

## Storia
L'edificio venne costruito nel 1852 nello stile neoclassico dall'architetto Georg Ludwig Friedrich Laves.
La prima rappresentazione teatrale fu Le nozze di Figaro di Mozart il 5 settembre 1852.
Fino al 1918 il teatro rappresentava il luogo di rappresentanza e di cultura della corte reale di Hannover, durante l'impero prussiano, poi successivamente dal 1921 è diventato un semplice teatro cittadino.
Durante la seconda guerra mondiale l'edificio è stato fortemente danneggiato dall'attacco alleato del 26 luglio 1943.
Successivamente il teatro venne ricostruito nel suo aspetto originale e venne riaperto al pubblico il 30 novembre 1950.
Dal 2006 il teatro è diretto da Michael Klügl.